# E. Franklin Frazier
Edward Franklin Frazier (* 24. September 1894 in Baltimore, Maryland; † 17. Mai 1962 in Washington, D.C.) war ein US-amerikanischer Soziologe und 38. Präsident der American Sociological Association. Er war der erste afroamerikanische Wissenschaftler in diesem Amt.

## Leben und Wirken
Frazier war eines der fünf Kinder des James H. Frazier, eines Bankboten und seiner Frau, Mary Clark Frazier. Der aus dem schmalen afroamerikanischen Mittelstand stammende junge Mann fiel schon als Absolvent seiner Colored High School in Baltimore (Juni 1912) auf und erhielt das jährlich vergebene Stipendium seiner Schule für die Howard University in Washington, DC.
Dort graduierte er mit ausgezeichnetem Erfolg im Jahr 1916. E. Franklin Frazier widmete sich vielfältigen Interessen und belegte so unterschiedliche Fächer wie Latein, Altgriechisch, Deutsch und Mathematik. Daneben war er in der National Association for the Advancement of Colored People (NAACP) tätig und in der Intercollegiate Socialist Society.
Frazier begann seine berufliche Laufbahn als Lehrer für Mathematik am Tuskegee Institute (1916–1917), unterrichtete dann Englisch und Geschichte an der HSt. Paul’s Normal and Industrial School in Lawrenceville, Virginia (1917–1918) und Französisch und Mathematik an einer High School in Baltimore (1918–1919).
1920 erlangte Frazier als Student der Clark University in Worcester, Massachusetts einen Master’s Degree mit einer soziologischen Arbeit zum Thema „New Currents of Thought Among the Colored People of America“.
Nach einem Fellowship an der New York School of Social Work (später Columbia University School of Social Work) und einem Jahr an der Universität Kopenhagen als Fellow der American Scandinavian Foundation übernahm Frazier die Leitung der Atlanta School of Social Work an der Georgia State University. Daneben unterrichtete er Soziologie am Morehouse College.
Fraziers Artikel „The Pathology of Race Prejudice“ (1927), in dem er das Rassenvorurteil mit einer Geisteskrankheit verglich, führte zu seiner Abberufung in Atlanta. In der Folge legte Frazier sein Doktorat in Soziologie an der University of Chicago ab. Seine Dissertation The Negro Family in Chicago, später zum Buch  The Negro Family in the United States erweitert, widmet sich offen den zum Teil problematischen Familienstrukturen seiner Minderheit, die deren sozialen Aufstieg behindern, zeigt aber auch die kulturellen und historischen Gründe dieser Phänomene auf. Das Buch gewann 1939 den Anisfield Award. In den 1930er Jahren lehrte Frazier an der Fisk University in Nashville und ab 1934 an der Howard University in Washington. 1948 wurde Frazier als erster Afroamerikaner zum Präsidenten der Amerikanischen Soziologischen Gesellschaft gewählt.
Fraziers Buch Black Bourgeoisie, das zuerst 1955 auf Französisch erschien, kritisierte den Konservativismus der schwarzen Mittelschichten. Seine links orientiert kritische und auch selbstkritische Sicht der eigenen Minderheit und sein streitbares Temperament förderten auch sonst mehrfach Auseinandersetzungen akademischer und politischer Art. Charles S. Johnson and Melville J. Herskovits waren hier seine Hauptgegner. Fraziers Mentor war W. E. B. Du Bois.

## Schriften (Auswahl)
- The Free Negro Family: a Study of Family Origins Before the Civil War (Nashville: Fisk University Press, 1932)
- The Negro Family in Chicago (Chicago: University of Chicago Press, 1932)
- The Negro Family in the United States (Chicago: University of Chicago Press, 1939)
- Negro Youth at the Crossways: Their Personality Development in the Middle States (Washington, D.C.: American Council on Education, 1940)
- The Negro Family in Bahia, Brazil (1942)
- The Negro in the United States (New York: Macmillan, 1949)
- The Integration of the Negro into American Society (editor) (Washington, D.C.: Howard University Press, 1951).
- Bourgeoisie noire (Paris: Plon, 1955)
- Black Bourgeoisie (translation of Bourgeoisie noire) (Glencoe, IL: Free Press, 1957)
- Race and Culture Contacts in the Modern World (New York: Knopf, 1957)
- The Negro Church in America (New York: Schocken Books, 1963)
- On Race Relations: Selected Writings, edited and with an introduction by G. Franklin Edwards (Chicago: University of Chicago Press, 1968)